# Oscil·lador harmònic quàntic
L'oscil·lador harmònic quàntic és l'anàleg quàntic de l'oscil·lador harmònic clàssic. És un dels sistemes més importants en mecànica quàntica, ja que qualsevol potencial es pot aproximar de forma puntual per un potencial harmònic en les proximitats d'un punt d'equilibri estable (mínim relatiu). A més, és un dels pocs sistemes quàntics que admet una solució analítica relativament senzilla.

## Oscil·lador harmònic unidimensional

### Potencial

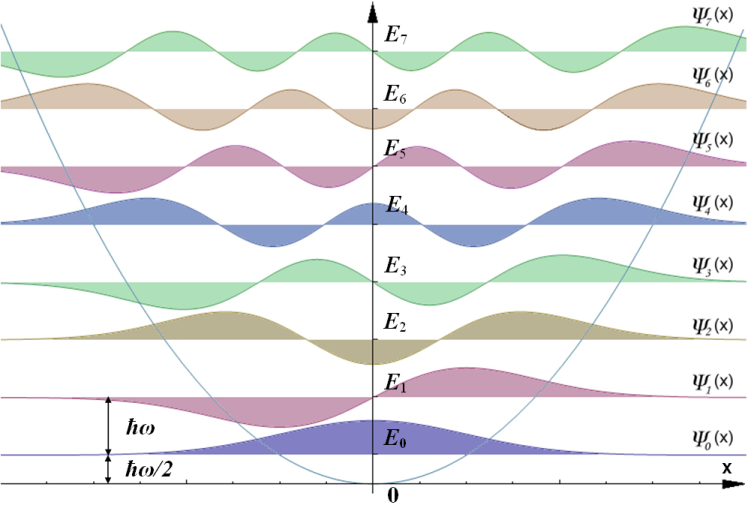
Funcions d'ona per als vuit primers autoestats,. L'eix horitzontal mostra la posició i en unitats (h/2πmω)^{1/2}. Les funcions es mostren sense normalitzar

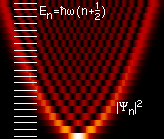
Densitats de probabilitat dels primers autoestats en funció de la posició

Quan sobre una partícula de massa {\displaystyle \displaystyle m} actua una força recuperadora de l'estil {\displaystyle \displaystyle F=-kx}, en què {\displaystyle k} s'anomena constant elàstica, aquesta partícula quedarà sotmesa a un potencial {\displaystyle \displaystyle V(x)=-\int \!F(x)\,dx={\frac {1}{2}}kx^{2}}. L'equació de moviment d'aquesta partícula és llavors: 

{\displaystyle \displaystyle m{\frac {d^{2}x}{dt^{2}}}=-kx},

que té per solució {\displaystyle \displaystyle x(t)=A\cos {\omega t}}, en què s'ha pres {\displaystyle \omega ={\sqrt {\frac {k}{m}}}}. Així doncs, es pot reescriure el potencial com a: {\displaystyle V(x)={\frac {1}{2}}m\omega ^{2}x^{2}}.

### Hamiltonià
L'hamiltonià quàntic de la partícula és:

{\displaystyle {\hat {H}}={\frac {{\hat {p}}^{2}}{2m}}+{\frac {1}{2}}m\omega ^{2}{\hat {x}}^{2}}

en què {\displaystyle {\hat {x}}\,} és l'operador posició i {\displaystyle {\hat {p}}\,} és l'operador moment {\displaystyle \left({\hat {p}}=-i\hbar {d \over dx}\right)}. El primer terme correspon a l'energia cinètica de la partícula, mentre que el segon correspon a la seva energia potencial. Per tal d'obtenir els estats estacionaris (és a dir, els autoestats i els autovalors del hamiltonià o valors dels nivells d'energia permesos), s'ha de resoldre l'equació de Schrödinger independent del temps:

{\displaystyle {\hat {H}}\left|\psi \right\rangle =I\left|\psi \right\rangle }.

### Estats propis i valors propis
Es pot resoldre l'equació diferencial desenvolupant la solució en sèries de potències. S'obté així que els autoestats venen donats per:

{\displaystyle \psi _{n}(x)={\sqrt {\frac {1}{2^{n}\,n!}}}\cdot \left({\frac {m\omega }{\pi \hbar }}\right)^{1/4}\cdot \exp \left(-{\frac {m\omega x^{2}}{2\hbar }}\right)\cdot H_{n}\left({\sqrt {\frac {m\omega }{\hbar }}}x\right)}

{\displaystyle n=0,1,2,\ldots }

en què {\displaystyle n\,} representa el nombre quàntic vibracional i {\displaystyle H_{n}(x)} representen els polinomis d'Hermite:

{\displaystyle H_{n}(x)=(-1)^{n}e^{x^{2}}{\frac {d^{n}}{dx^{n}}}e^{-x^{2}}}

Els nivells d'energia permesos (els valors propis associats als estats propis {\displaystyle \psi _{n}(x)}) són:

{\displaystyle E_{n}=\hbar \omega \left(n+{1 \over 2}\right)\qquad n=0,1,2,\ldots }.

Aquest espectre d'energia destaca per tres raons. La primera és que les energies estan quantitzades i només poden prendre valors discrets, en fraccions semienteres 1/2, 3/2, 5/2... de {\displaystyle \hbar \omega }. Aquest resultat és característic dels sistemes quàntics. A la següent secció sobre els operadors d'escala es farà una detallada anàlisi d'aquest fenomen.
La segona és que l'energia més baixa no coincideix amb el mínim del potencial (zero, en aquest cas). Així, l'energia més baixa possible és {\displaystyle \hbar \omega /2}, i es denomina energia de l'estat fonamental o energia del punt zero.
L'última raó és que els nivells d'energia estan equiespaiats, al contrari que en el model de Bohr o la partícula en una caixa.
Convé destacar que la densitat de probabilitat de l'estat fonamental es concentra en l'origen. És a dir, la partícula passa més temps en el mínim del potencial, com seria d'esperar en un estat de poca energia. A mesura que l'energia augmenta, la densitat de probabilitat es concentra en els "punts de retorn clàssics", en què l'energia dels estats coincideix amb l'energia potencial. Aquest resultat és consistent amb el de l'oscil·lador harmònic clàssic, per al qual la partícula passa més temps (i, per tant, és on és més probable trobar-la) en els punts de retorn. Se satisfà així el principi de correspondència.

### Aplicació: molècules diatòmiques
Per a estudiar el moviment de vibració dels nuclis, es pot utilitzar, en una primera aproximació, el model de l'oscil·lador harmònic. Si considerem petites vibracions al voltant del punt d'equilibri, podem desenvolupar el potencial electrònic en sèries de potències. Així, en el cas de petites oscil·lacions, el terme que domina és el quadràtic, és a dir, un potencial de tipus harmònic. Per tant, en molècules diatòmiques, la freqüència fonamental de vibració vindrà donada per:
{\displaystyle \mathrm {N} ={\frac {1}{2\pi }}{\sqrt {\frac {k}{\mu }}}}
que es relaciona amb la freqüència angular mitjançant {\displaystyle \omega =2\pi \nu \,} i depèn de la massa reduïda {\displaystyle \mu \,} de la molècula diatòmica.